# Gréoux-les-Bains
Gréoux-les-Bains é uma comuna francesa na região administrativa da Provença-Alpes-Costa Azul, no departamento dos Alpes da Alta Provença. Estende-se por uma área de 69,46 km². Em 2010 a comuna tinha 2 683 habitantes (densidade: 38,6 hab./km²).